# Астафьевское (Красносельский район)
Астафьевское — деревня в Красносельском районе Костромской области. Входит в состав Подольского сельского поселения.

## География
Находится в юго-западной части Костромской области на расстоянии приблизительно 4 км на восток по прямой от районного центра поселка Красное-на-Волге.

## История
В 1872 году здесь было учтено 12 дворов, в 1907 году отмечено было 29 дворов.

## Население
Постоянное население составляло 82 человека (1872 год), 138 (1897), 154 (1907), 17 в 2002 году (русские 94 %), 25 в 2022.